# Hastighetsåkning på skridskor vid olympiska vinterspelen 1968
Hastighetsåkning på skridskor vid olympiska vinterspelen 1968 i Grenoble, Frankrike.

## Medaljtabell
| Pl. | Nation        | Guld | Silver | Brons | Totalt |
| --- | ------------- | ---- | ------ | ----- | ------ |
| 1   | Nederländerna | 3    | 3      | 3     | 9      |
| 2   | Norge         | 1    | 3      | 0     | 4      |
| 3   | Sovjetunionen | 1    | 1      | 0     | 2      |
| 3   | Finland       | 1    | 1      | 0     | 2      |
| 5   | Sverige       | 1    | 0      | 1     | 1      |
| 6   | Västtyskland  | 1    | 0      | 0     | 1      |
| 7   | USA           | 0    | 4      | 1     | 5      |
|     | Totalt        | 8    | 12     | 5     | 25     |

## Medaljörer

### Herrar
| Gren                     | Guld                       | Guld         | Silver                                      | Silver  | Brons                      | Brons   |
| 500 meter Detaljer...    | Erhard Keller Västtyskland | 40,3         | Terry McDermott USA Magne Thomassen Norge   | 40,5    |                            |         |
| 1 500 meter Detaljer...  | Kees Verkerk Nederländerna | 2:03,4 (OR)  | Ivar Eriksen Norge Ard Schenk Nederländerna | 2:05,0  |                            |         |
| 5 000 meter Detaljer...  | Fred Anton Maier Norge     | 7:22,4 (VR)  | Kees Verkerk Nederländerna                  | 7:23,2  | Peter Nottet Nederländerna | 7:25,5  |
| 10 000 meter Detaljer... | Johnny Höglin Sverige      | 15:23,6 (OR) | Fred Anton Maier Norge                      | 15:23,9 | Örjan Sandler Sverige      | 15:31,8 |

### Damer
| Gren                    | Guld                          | Guld        | Silver                                          | Silver | Brons                      | Brons  |
| 500 meter Detaljer...   | Ljudmila Titova Sovjetunionen | 46,1        | Jenny Fish USA Dianne Holum USA Mary Meyers USA | 46,3   |                            |        |
| 1 000 meter Detaljer... | Carry Geijssen Nederländerna  | 1:32,6 (OR) | Ljudmila Titova Sovjetunionen                   | 1:32,9 | Dianne Holum USA           | 1:33,4 |
| 1 500 meter Detaljer... | Kaija Mustonen Finland        | 2:22,4 (OR) | Carry Geijssen Nederländerna                    | 2:22,7 | Stien Kaiser Nederländerna | 2:24,5 |
| 3 000 meter Detaljer... | Ans Schut Nederländerna       | 4:56,2 (OR) | Kaija Mustonen Finland                          | 5:01,0 | Stien Kaiser Nederländerna | 5:01,3 |